# Rissa brevirostris
La gaviota piquicorta (Rissa brevirostris) es una especie de ave caradriforme de la familia Laridae, perteneciente al género Rissa, que contiene solo dos especies. Es una gaviota endémica del mar de Bering que suele vivir en mar abierto y se acerca únicamente a la costa para anidar en los acantilados de algunas islas de las Aleutianas y archipiélagos vecinos. Se alimenta de pequeños peces, calamares y otros invertebrados marinos.

## Descripción y diferenciación

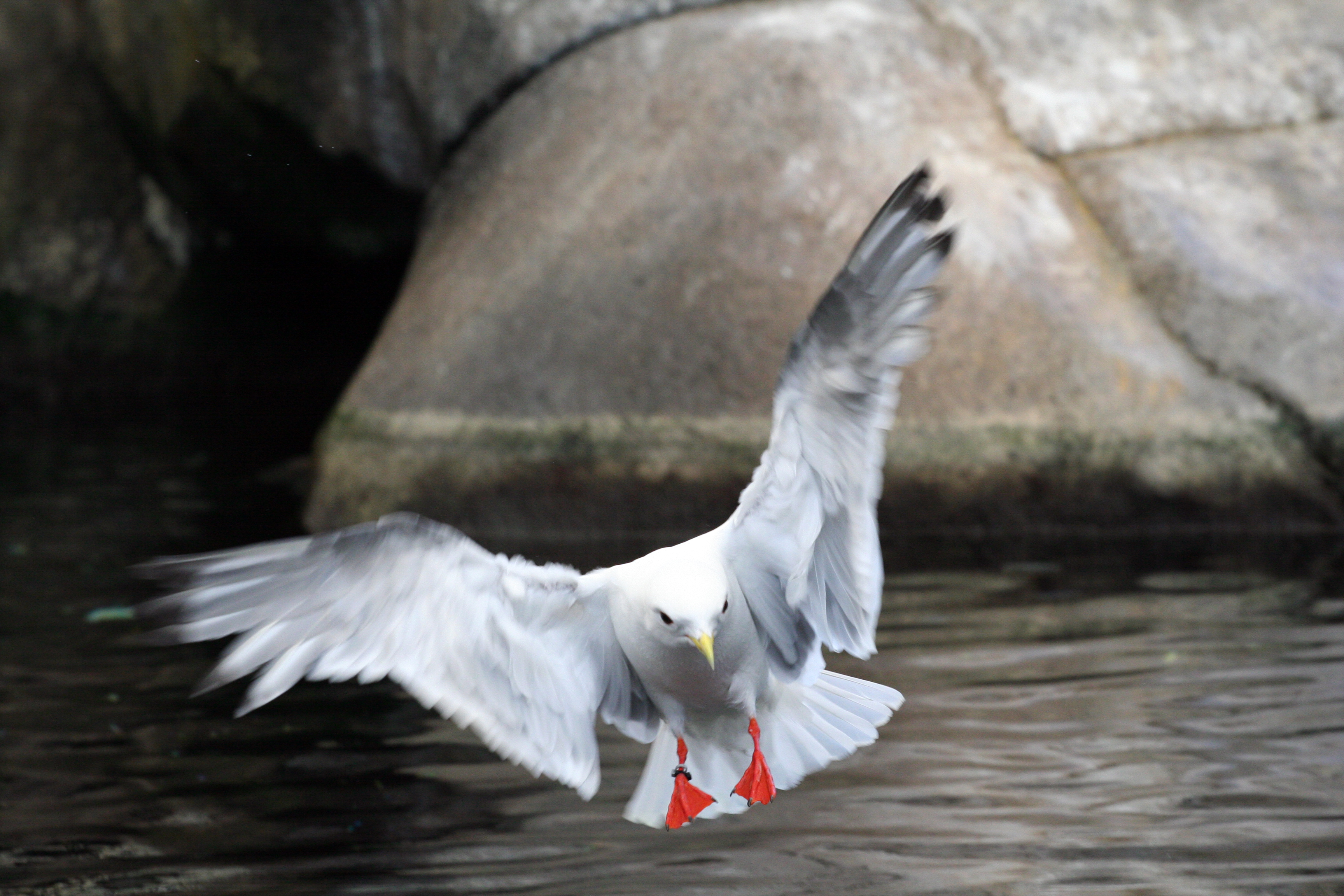
Gaviota piquicorta aterrizando.

Son gaviotas de tamaño medio, rechonchas y de patas cortas. Ambos sexos son indistinguibles visualmente. La especie es físicamente muy similar a su congénere la gaviota tridáctila (Rissa tridactyla) que también se encuentra en su área de distribución. Ambas tienen el pico amarillo sin manchas, la cabeza y el cuerpo blancos, la espalda y parte superior de las alas grises y las puntas de las alas completamente negras, aunque en la gaviota piquicorta el grís es más oscuro haciendo que las puntas sean menos conspicuas. Las gaviotas piquicortas adultas son un poco más pequeñas que las tridáctilas, entre 35-40 cm de largo con una envergadura alar de 84-92 cm. La gaviota piquicorta como indica su nombre tiene el pico más corto, su cabeza es más prominente y redondeada y sus oscuros ojos son más grandes que los de la tridáctila. Tienen las patas rojas pero no es una forma de diferenciación del todo fiable porque aunque la mayoría de las gaviotas tridáctilas tienen las patas de color gris oscuro algunas las tienen de color rosáceo que puede llegar a rojizo. Y como la subespecie pollicaris de su pariente la gaviota piquicorta presenta un pulgar vestigial.

## Distribución y hábitat
La gaviotas piquicortas tienen una distribución muy limitada al Pacífico subártico, anidando sólo en algunas de las islas Aleutianas como las Bogoslof y Buldir y los archipiélagos circundantes como las islas del Comandante y Pribilof. En estas islas forma grande y ruidosas colonias junto con las gaviotas tridáctilas aunque hay cierta segregación de especies en estos acantilados compartidos.
En septiembre el terminar la época de cría se alejan de la costa internándose en el mar de Bering y el Pacífico norte.

## Reproducción

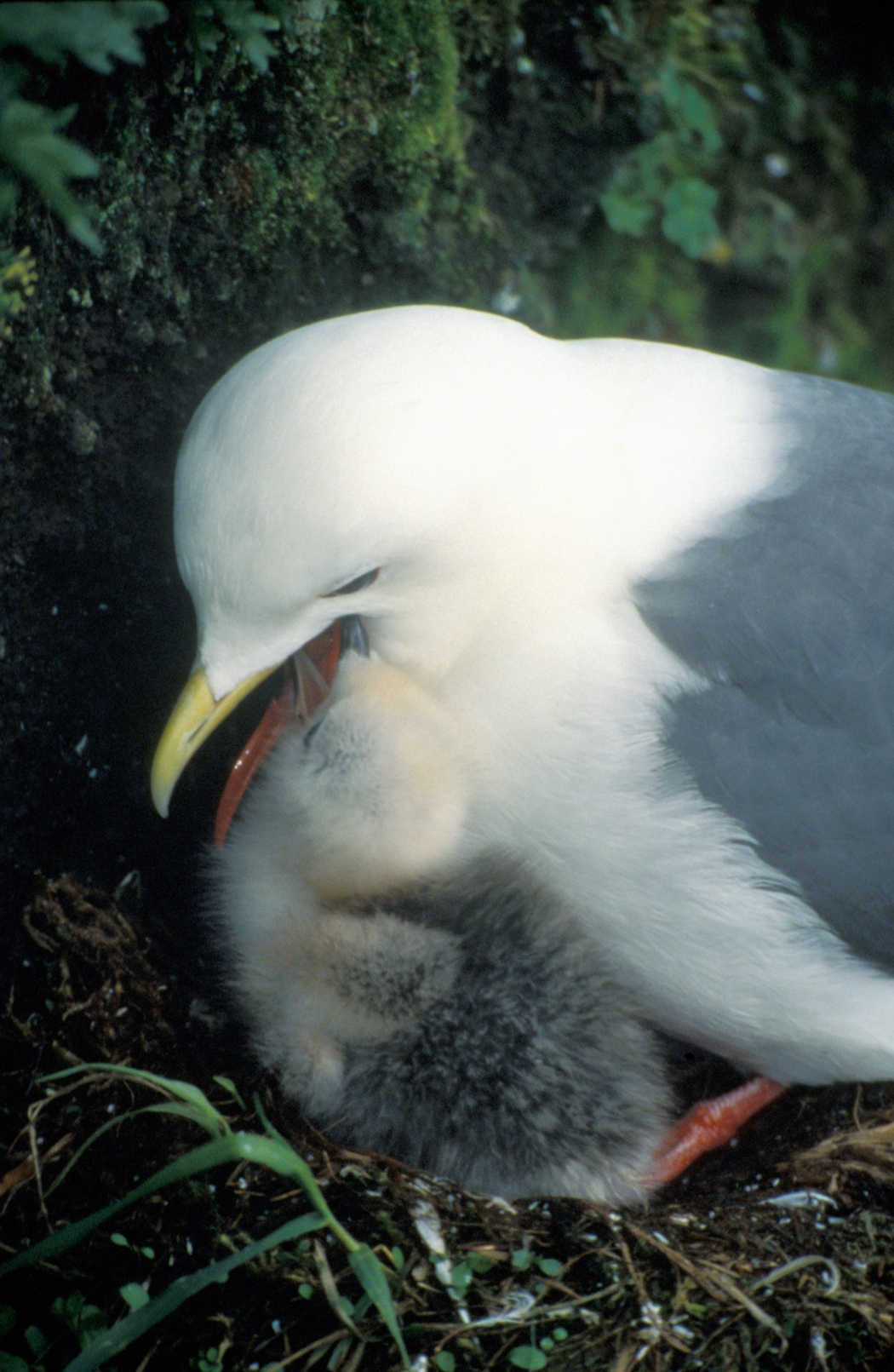
Adulto alimentando a un polluelo.

Alcanzan la madurez sexual a los tres años y son estrictamente monógamas. Crían entre abril y septiembre en grandes colonias en los acantilados rocosos incluso los más escarpados. Ponen de uno a tres huevos de color beis y con pintas. A diferencia de las otras gaviotas que tienen pollos moteados, los pollos de las gaviotas piquicortas tienen plumaje de color uniforme blanquecino con la espalda gris, porque tienen menor necesidad de camuflarse por estar menos expuestos a los depredadores al estar situados en acantilados poco accesibles. Otra diferencia con los pollos de la mayoría de las gaviotas que son seminidífugos es que los pollos de esta especie permanecen instintivamente quietos y sentados para evitar despeñarse. Son aptos para el vuelo a las cinco semanas. Los juveniles tienen una franja gris oscura en la parte posterior de cuello además de la mancha difusa detrás de los ojos que les sale a los adultos en invierno, aunque carecen de la franja negra en la punta de la cola que tienen los de gaviota tridátila.

## Conservación y amenazas
Su restringido área de distribución la hace vulnerable. El número de ejemplares ha disminuido significativamente, se cree que por la disminución de recursos alimenticios debida a la sobreexplotación de la pesca comercial. Además podría afectarle el incremento de temperaturas por el calentamiento global. La construcción de un puerto en las islas Pribilof ha incrementado el riesgo de que las ratas puedan invadir sus nidos.